# Michaela Jelínková
Michaela Jelínková (ur. 2 grudnia 1985 w Czechach) – czeska siatkarka, gra jako rozgrywająca. Obecnie występuje w drużynie VK AGEL Prostějov.